# رانيا فهد
رانيا فهد (10 يناير 1969 -)، ممثلة أردنية. ولدت في عمّان وهي الشقيقة الصغرى للممثلة سهير فهد، عملت في العديد من الأعمال في السينما والتلفزيون والمسرح، اعتنقت الإسلام في عام 1995.

## حياتها
تحمل شهادة دبلوم برمجة وتحليل نظم من كلية الأميرة سمية للإعلاميات، وهي عضو نقابة الفنانين الأردنيين "شعبة التمثيل".
شاركت بالعديد من الأعمال الإذاعية والتلفزيونية والمسرحية إضافة الى العمل بأعمال الدبلجة والكرتون، وكانت عضواً في كورال أطفال الإذاعة، أول أعمالها على مستوى الاحتراف مسرحية التمثال للمخرج محمد الضمور العام 1989، شاركت في العديد من المهرجانات العربية والمحلية المسرحية والتلفزيونية ، وكانت عضو لجنة التحكيم في برنامج نجم المدارس الذي أقيم العام 2015.

## جوائز
- جائزة أفضل ممثلة دور أول عن دورها في مسرحية "حليمة" للمخرج محمد الضمور في مهرجان بترا المسرحي العربي العام 2000.[5]
- جائزة أفضل ممثلة دور أول عن دورها في مسرحية "ربيعنا أحلام" للمخرج علي الجراح في مهرجان مسرح الطفل الأردني الثاني عشر من لجنة التحكيم المكونة من الأطفال.
- جائزة الجمهور لأفضل تمثيل في مهرجان الدراما الأردني العام 2014،
- جائزة أفضل إعداد لمسلسل الأطفال "كشكول بتول" من مهرجان القاهرة للإعلام العربي العام 2007.

## حياتها الخاصة
متزوجة من الفنان محمد الضمور ولهما 3 أبناء هم عبادة وعمر وبتول. 

## أعمالها
مسلسلات
- 2018: نوف
- 2017: العقاب والعفرا
- 2016: الدمعة الحمراء
- 2015: حنايا الغيث
- 2014: رعود المزن
- 2014: دوائر حب
- 2011: وين ماطقها عوجة
- 2008: نساء من البادية
- 2005: لوحة حب
- 2002: بقايا رماد
- 2002: مرزوق المحظوظ
- 2001: المثل البدوي
- 2000: رداد (جواهر ج3)
- 2000: نهيل
- 1998: هي والعنكبوت
- 1996: خيمة على الطريق
- 1992: الزمن المر
- 1984: الشريكان
- النوف والسهم
- نجمة بين الغيوم
- وادي الجرف
- الجرح والبلسم

أفلام
- 2005: الرغبة في السقوط

مسرحيات
- 1986: الكذاب
- 1988: قحطان والبعير
- 1990: المرشح زواد ولد عواد
- 1993: حاميها حراميها
- 1995: الزير سالم
- 1999: مسرحية حليمة
- 2002: شيخ القلعة

سهرات تلفزيونية
- 1996: من اجل قتل السندباد
- 1988: كبرياء
- 2005: صراخ الدفاتر العتيقة

الدوبلاج الكرتوني
- مدرسة الأسماك - البرت شفاف
- الكابتن ماجد (ج1)
- التوأمان
- شما في البراري الخضراء
- جول وجولي

دبلجة مسلسلات لاتينية
- روابط الحب : تيريزا
- اللؤلؤة السوداء : آنا ماريا
- قامت بدور البطولة في المسلسل المكسيكي : روزاليندا

## وصلات خارجية
- رانيا فهد على موقع قاعدة بيانات الأفلام العربية

- صفحة الممثلة (سينما.كوم)